# Batrachedra microbias
Batrachedra microbias là một loài bướm đêm thuộc họ Batrachedridae. Loài này có ở Nam Phi.